# Martin Leutke
Martin Leutke (* 29. Juli 1974 in Berlin) ist ein deutscher Journalist.

## Leben und Wirken
Nach dem Abitur 1994 begann Martin Leutke ein zweijähriges Volontariat bei dem lokalen Radiosender Stadtradio 107,7 in Stuttgart. Für den Sender war er später auch als freier Radio- und Veranstaltungsmoderator sowie als Konzeptschreiber tätig.
1996 wechselte er zum ZDF. Er arbeitete in der Nachrichtenredaktion heute zunächst als Reporter. Zwischen 2000 und 2004 präsentierte er als Moderator das werktägliche Informationsmagazin drehscheibe Deutschland. Daneben absolvierte er ein Studium der Volkswirtschaftslehre, welches er mit dem Diplom-Volkswirt abschloss. Von 2003 bis 2009 moderierte er in unregelmäßigen Abständen die heute-Nachrichten im ZDF-Morgenmagazin.
Ab 2004 wurde Martin Leutke hauptsächlich als Reporter für das ZDF im Ausland eingesetzt. So berichtete er beispielsweise nach dem Tsunami aus Indien, von den Folgen des Hurrikans Katrina aus New Orleans, zusätzlich aus den ZDF-Auslandsstudios in Washington, Moskau, Peking, Tel Aviv, Singapur, Kairo, London und Rom sowie aus dem Sudan, Indien und Pakistan. Aus China berichtete er für eine 90-minütige Dokumentation über den wirtschaftlichen Aufschwung in Asien. Im Inland sammelte er Erfahrungen in den ZDF-Studios Hessen, Sachsen-Anhalt und Sachsen.
Von 2009 an war Leutke Leiter des ZDF-Landesstudios Hessen. Zum 1. Juli 2011 übernahm Leutke die Leitung der ZDF-Wirtschaftsredaktion und trat damit die Nachfolge von Michael Opoczynski an, mit dem er die Sendung WISO im Wechsel, von 2014 bis 2016 mit Sarah Tacke, moderierte.
Seit 1. Oktober 2016 ist Leutke neuer Leiter Media Relations der Lufthansa Group (als Nachfolger von Andreas Bartels, der zum "Head of Communications" der Lufthansa Group aufstieg und nun Vorgesetzter von Leutke ist).
Martin Leutke lebt in Wiesbaden.